# PokerTracker
PokerTracker е името на проследяваща софтуерна програма, която ще ви помогне да подобрите играта си. Основният принцип на работа е заложен в данни от текстови файлове, които служат за проследяване на процеса на протичане на всяка ръка (Hand Histories). Това, което ви предлага даденият софтуер е анализ на всички данни и тяхната интерпретация в лесно конфигурируем Heads Up Display (HUD).

## Продукти
Официално през месец август 2012 година е стартирана първата версия на PokerTracker 4 за потребители на операционна система Windows. Тази версия е съвместима със софтуерите и интерфейса на почти всички онлайн покер зали. PokerTracker Software, LLC притежава следните покер програми: PokerTracker 4, PokerTracker 3 и TableTracker. За всяка от тях имате възможност да пробвате безплатно функционалността на софтуера за определен период от време, след което ако сте останали доволни можете да закупите продукта. За момента това е една от най-теглените помощни програми. Много от сериозните играчи използват програмата PokerTracker, която им помага да пресмятат всяка ръка и да играят като роботи.
1. Най-новата версия PokerTracker 4 за Windows поддържа следните мрежи: 888Poker, Barriere, Everest Poker, Everleaf Network, GTECH G2 Network, IGT Poker Network, iPoker Network, Merge Network, MicroGaming Network, OnGame Network, Party Network, PokerStars, Revolution Gaming Network, Winamax и Winning Poker Network. Потребителите на Mac ще трябва да почакат още малко, докато бъде доразработена и тази версия на продукта.[4]
2. PokerTracker 3 поддържа следните мрежи: 888 Network, Barriere Poker, Betfair Poker, Cereus Network, Entraction, Everest Poker, Everleaf, Full Tilt Poker, GTECH G2 (IPN), iPoker Network, Merge Gaming, MicroGaming, OnGame Network, PartyPoker, PokerStars, Revolution Gaming Network (Cake), Winamax.fr, WSEX и Yatahay Poker Network. Тази версия е достъпна за потребителите на Mac.[5]
3. TableTracker поддържа следните мрежи: 888 Network, Cereus Network, Everest Poker, Full Tilt Poker, GTECH G2 (IPN), iPoker Network, OnGame Network / PokerRoom, PartyPoker и PokerStars.[6]

## Heads Up Display (HUD)
Този софтуер ви предлага доста богата гама от статистики, които може да следите. Най-важните показатели, които трябва да знаете, са колко често даден играч е готов да влезе в пота преди флопа – Voluntarily put money into the pot (VP или VP$P) и колко често даден играч е готов да рейзне преди флопа – PreFlop Raise (PR или PFR). Тези статистики са най-важните за един начинаещ играч и се представят заедно в проценти. Това ви позволява да разгадаете своя опонент като разберете дали играе много ръце и е от слабите играчи, или играе малко, но силни ръце и е от по-добрите играчи.

## Характеристика на софтуера
С огромно значение е функцията HUD, която се настройва свободно заедно с падащото меню и може да бъде поставена навсякъде по покер масата, както ви е най-удобно.
Друга важна характеристика е възпроизвеждането на ръцете (Hand Replayer). Когато имате проблем с вземането на решение за дадена ръка или просто не сте сигурни как е трябвало да реагирате, спокойно може да отворите интегрирания Hand Replayer и да анализирате ситуацията, така че следващият път да знаете точно как да подходите.
PokerTracker ви предлага още статистика, както за кеш игри, така и за турнири. Поради постоянно покачващите се блайндове при турнирите, няма как да се използва същата статистика като за кеш игрите. Когато забележите, че даден играч участва в един и същ турнир редовно, това е знак, че той може да има добра възвръщаемост – ROI (Return of Invest). И обратното, ако опонент има негативен ROI, то вие може много лесно да спечелите срещу него.
Когато търсите подходяща маса, където да започнете играта си, за помощ може да използвате TableTracker. Чрез своята SQL база данни този софтуер събира статистики за всички активни потребители в покер залата (най-често VP$P/PFR). Това ви дава шанс да намерите маси, на които играят по-слаби опоненти.
Друга важна статистика е тази за покер играча (Poker Player Statistics). Тук ще може спокойно да анализирате своята игра и да откриете своите проблеми, след което да подобрите уменията си и да не допускате повече такива грешки. Също така ще имате възможност да анализирате играта и на ваш опонент, ако разполагате с неговата история на ръцете, т.е. ако достатъчно дълго време използвате софтуера и даденият играч е активен през този период. Точността на тази статистика зависи правопропорционално от размера на извадката за история на ръцете.
Графиките ще ви помогнат да имате точна концепция за вашите печалби и загуби в дългосрочен план. Хубаво е да си правите анализ на случаите, в които графичната линия върви надолу. Така ще може да откриете свои грешки и съответно да ги отстраните от играта си в бъдеще.